# Bogart (Georgia)
Bogart es un pueblo ubicado en el condados de Oconee y Clarke en el estado estadounidense de Georgia. En el censo de 2000, su población era de 1.049.

## Demografía
En el 2000 la renta per cápita promedia del hogar era de $41,190, y el ingreso promedio para una familia era de $45,682. El ingreso per cápita para la localidad era de $20,081. Los hombres tenían un ingreso per cápita de $31,652 contra $28,580 para las mujeres.

## Geografía
Bogart se encuentra ubicado en las coordenadas 33°56′54″N 83°32′2″O / 33.94833, -83.53389 (33.294858, -82.200623).
Según la Oficina del Censo, la localidad tiene un área total de 7,3 km² (2,8 mi²), de la cual 7,3 km² (2,8 mi²) es tierra y 0 km² (0 mi²) (0.0%) es agua.